# Epureni
Epureni es una comuna ubicada en el distrito de Vaslui, Rumania.

## Superficie
Posee una superficie de 63,42 kilómetros cuadrados.

## Demografía
Hasta 2021 la población era de 2542 habitantes, con una densidad de población de 40,08 habitantes por kilómetro cuadrado.